# Dragoslav Šekularac
Dragoslav Šekularac (Štip, 30 de novembro de 1937 - Belgrado, 5 de janeiro de 2019) foi um futebolista e treinador de futebol sérvio nascido na atual República da Macedónia, medalhista olímpico nos Jogos Olímpicos de 1956.

## Carreira
Dragoslav Šekularac fez parte do elenco que obteve a medalha de prata nos Jogos Olímpicos de 1956, além de ter participado das Copas do Mundo de 1958 e 1962 e da Eurocopa de 1960.
Em clubes, fez sucesso pelo Estrela Vermelha, onde atuou por 11 anos (375 partidas e 119 gols), além de ter jogado no futebol colombiano (Santa Fe, Atlético Bucaramanga, Millonarios e América de Cali). Encerrou a carreira no Serbian White Eagles, time da comunidade sérvia no Canadá, em 1975, acumulando as funções de jogador e técnico. Foi no mesmo Serbian White Eagles que Šeki exerceu pela última vez o cargo de treinador, em 2006. Anteriormente, exercera o cargo em Footscray JUST, Estrela Vermelha, América do México, Al-Nassr, Heidelberg United, Marbella, Busan Daewoo Royals e Obilić, além da Seleção da Guatemala.
Faleceu em Belgrado, em 5 de janeiro de 2019, aos 81 anos.

## Ligações Externas
- Perfil em Reprezentacija